# Бёрьессон, Эрик
Эрик Оскар Бёрьессон (швед. Erik Oskar Börjesson; 1 декабря 1886, Партилле, Гётеборг-Бохус — 17 июля 1983, Партилле) — шведский футболист, нападающий. Выступал за национальную сборную Швеции. Участник Олимпийских игр 1912 года.

## Биография
С 12 лет начал работать на мельнице в Юнсереде. Затем начал играть в футбол в команде местного клуба «Юнсеред». В 1907 году перешёл в «Гётеборг». Вместе с клубом дважды становился чемпионом Швеции. 
В 1908 году был выбран отборочной комиссией национальной сборной Швеции по футболу в состав на первый матч сборной. В этом матче, состоявшемся 12 июля, Швеция разгромила сборную Норвегии со счётом 11:3, а Бёрьессон забил три мяча
В 1911 году перешёл в «Эргрюте», но отыграв один сезон, вернулся в «Гётеборг».
В июне 1912 года был в составе сборной Швеции на Олимпийских играх 1912 года в Стокгольме. На турнире принял участие в двух встречах: с Нидерландами (3:4) в основном и Италией (0:1) в утешительном турнире. В матче с голландцами забил гол с пенальти.
В 1914 году после товарищеского матча «Гётеборга» с «Ливерпулем» ему был предложен контракт с английским клубом, но Бёрьессон отказался и выступал за «Гётеборг» до 1920 года. В 1918 году вместе с клубом стал ещё раз чемпионом Швеции. В 1920 году завершил карьеру футболиста.
В 1923 году вернулся в «Эргрюте», где в течение двух сезонов был играющим тренером.
В 1930-х годах работал главным тренером «Эльфсборга».
Умер в Партилле, пригороде Гётеборга, 17 июля 1983 года.
В 2004 году был избран членом Шведского футбольного Зала славы под номер 12.

## Личная жизнь
Младший брат Юсеф также был футболистом, участвовал в Олимпийских играх 1912 года. Сын Рейно в 1958 году выиграл серебряные медали чемпионата мира.

## Достижения
Гётеборг
- Чемпион Швеции: 1908, 1910, 1918
- Победитель Шведской серии: 1912, 1913, 1914, 1915, 1916, 1917

Эргрюте
- Победитель Шведской серии: 1924